# 小城市立砥川小学校
小城市立砥川小学校（おぎしりつ とがわしょうがっこう）は佐賀県小城市牛津町上砥川にある市立小学校。

## 概要
歴史
1876年（明治9年）創立。数回の改組・改称を経て、現校名になったのは2005年（平成17年）。2021年（令和3年）には創立145周年を迎えた。
校章
中央に「砥小」の文字（縦書き）を置いている。
校歌
1964年（昭和39年）制定。作詞は永竹威、作曲は陶山聡による。歌詞は3番まであり、各番に校名の「砥川校」が登場する。
通学区域
住所表記で「小城市牛津町」の後に「上砥川、下砥川」が続く地域。
中学校区は小城市立牛津中学校。

## 沿革
- 1876年（明治9年）9月 - 「砥川小学校」が創立。
- 1881年（明治14年）9月 - 「永田小学校」（下砥川部）と「新宿小学校」（上砥川部）の2校に分離。
- 1884年（明治17年）9月 - 新宿小学校と永田小学校を統合の上、「砥川小学校」と称する。
- 1885年（明治18年）9月 - 現在地に移転。
- 1886年（明治19年）3月 - 「時習小学校」と改称。
- 1887年（明治20年）4月 - 小学校令の施行により、尋常科（4年制）を設置の上、「尋常時習小学校」に改称。
  - 高等科の生徒は尋常牛津小学校併設の県立高等小学校に委託。
  - 後に、「時習尋常小学校」に改称。
- 1889年（明治22年）4月 - 町村制の施行により、小城郡砥川村が発足。
- 1896年（明治29年）
  - 3月 - 高等科を併置の上、「時習尋常高等小学校」に改称。
  - 11月 - 木造2階建て校舎1棟が完成。
- 1901年（明治34年）3月 - 「砥川尋常高等小学校」に改称。
- 1903年（明治36年）12月 - 平屋校舎1棟が完成。
- 1908年（明治41年）4月 - 小学校令の改正により、義務教育年限（尋常科の修業年限）が4年から6年に延長される。
- 1929年（昭和4年）4月 - 平屋校舎1棟が完成。
- 1936年（昭和11年）12月 - 平屋校舎1棟が完成。
- 1940年（昭和15年）4月 - 運動場を拡張。
- 1941年（昭和16年）4月1日 - 国民学校令の施行により、「砥川村国民学校」（6年制）と改称。尋常科を初等科に改める。
- 1947年（昭和22年）4月1日 - 学制改革により、「砥川村立砥川小学校」と改称。
- 1951年（昭和26年）8月 - 講堂が完成。
- 1952年（昭和27年）- 運動場を拡張。校舎の大増改築を行う。
- 1953年（昭和28年）1月 - 第1棟舎が完成。
- 1954年（昭和29年）- 第2棟舎東部6教室等が完成。東正門と運動場石垣が完成。
- 1956年（昭和31年）10月1日 - 「牛津町立砥川小学校」と改称。
- 1957年（昭和32年）10月20日 - 二宮尊徳銅像を再建。
- 1961年（昭和36年）5月29日 - 学校給食を開始。
- 1964年（昭和39年）3月15日 - 校旗・校歌を制定。
- 1965年（昭和40年）9月 - プールが完成。
- 1967年（昭和42年）3月 - 岩石園が完成。
- 1970年（昭和45年）9月 - 講堂を改築。
- 1971年（昭和46年）1月 - 植物園が完成。
- 1973年（昭和48年）10月 - 裏門が完成。
- 1974年（昭和49年）11月 - 飼育舎を設置。
- 1976年（昭和51年）4月 - 創立100周年を記念して植樹を行う。
- 1977年（昭和52年）
  - 3月 - 更衣室を改築し、民俗資料館が完成。
  - 5月 - 新プール更衣室が完成。
- 1987年（昭和62年）5月 - 旧校舎と資料館を解体し、プレハブ校舎へ移転。
- 1988年（昭和63年）3月 - 新校舎が完成し、移転を完了。プールが完成。
- 1989年（平成元年）4月 - 運動場が完成。
- 1993年（平成5年）4月1日 - 障害児学級を開設。
- 1998年（平成10年）7月 - 中華人民共和国黄河小学校との交流を開始。
- 1999年（平成11年）4月1日 - 特殊学級を開設。
- 2005年（平成17年）
  - 3月1日 - 市町村合併により、「小城市立砥川小学校」（現校名）と改称。
  - 4月1日 - 2学期制を開始。
- 2009年（平成21年）4月1日 - 3学期制に戻す。
- 2016年（平成28年）3月 - 校庭西橋に放課後児童クラブ棟が完成。

## 交通
最寄りの鉄道駅
- JR九州 長崎本線「牛津駅」と「肥前山口駅」の中間地点

最寄りのバス停留所
- 牛津町巡回バス 「砥川小学校前」バス停

最寄りの幹線道路
- 国道207号 「砥川小学校前」交差点

## 周辺
- 小城市立砥川保育園